# حسابات نوسترو وفوسترو
الحساب المصرفي المشترك:

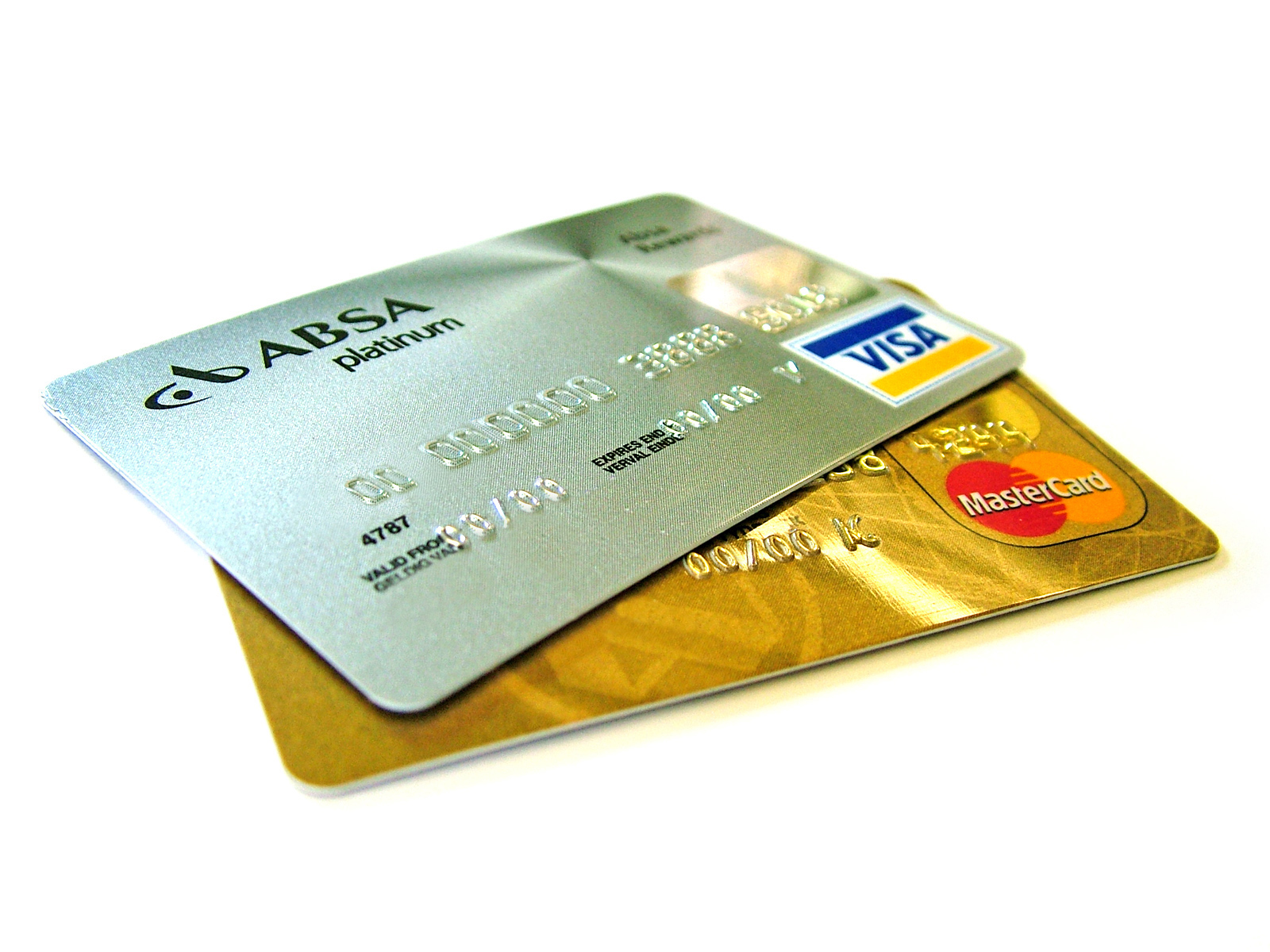

هو الحساب الذي يكون أحد طرفيه عدة اشخاص من جهة والبنك هو الطرف الثاني من الجهة الأخرى ويشمل على نوعين من الحسابات هما حساب شائع وهو الذي يفتحه البنك لعدة اشخاص على الشيوع بينهم كالورثة حتى تقسم التركة بينهم_ ويخضع هذا الحساب لجميع احكام الشيوع والصورة الأخرى هي الحساب المشترك بالتضامن بين اصحابه وهو الوضع الغالب في العمل.
المصطلحان مختلفان ولكنهما يُستخدمان لوصف الحساب المصرفي نفسه، يتم استخدامهما عندما يكون لدى أحد البنوك أموال مودعة في بنك آخر، للتمييز بين مجموعتي السجلات المحاسبية التي يحتفظ بها كل بنك.